# Neonectria radicicola
Neonectria radicicola är en svampart som först beskrevs av Gerlach & L. Nilsson, och fick sitt nu gällande namn av Mantiri & Samuels 2001. Neonectria radicicola ingår i släktet Neonectria och familjen Nectriaceae.   Inga underarter finns listade i Catalogue of Life.